# Copa do Mundo de Esqui Alpino de 2017
A Copa do Mundo de Esqui Alpino de 2017 foi a 51º edição da Copa do Mundo, ela foi iniciada em outubro de 2016 na etapa de Sölden, Áustria e finalizada em março de 2017 em Aspen, Estados Unidos.